# Homolobus annulicornis
Homolobus annulicornis är en stekelart som först beskrevs av Christian Gottfried Daniel Nees von Esenbeck 1834.  Homolobus annulicornis ingår i släktet Homolobus och familjen bracksteklar. Arten är reproducerande i Sverige. Inga underarter finns listade i Catalogue of Life.